# Morrison Bluff
Morrison Bluff é uma cidade  localizada no estado americano de Arkansas, no Condado de Logan.

## Demografia
Segundo o censo americano de 2000, a sua população era de 74 habitantes.
Em 2006, foi estimada uma população de 76, um aumento de 2 (2.7%).

## Geografia
De acordo com o United States Census Bureau, a localidade tem uma área de 2,8 km², sem área coberta por água.

## Localidades na vizinhança
O diagrama seguinte representa as localidades num raio de 16 km ao redor de Morrison Bluff.